# Charles Parham

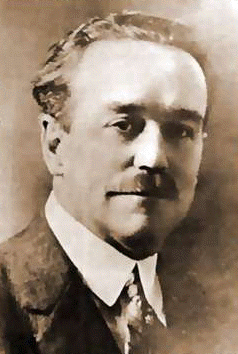
Charles Fox Parham

Charles Fox Parham (Muscatine, Iowa, 4 juni 1873 – Baxter Springs, Kansas, 29 januari 1929) was een Amerikaanse predikant die een cruciale rol speelde bij de totstandkoming van de Pinksterbeweging.

## Levensloop
Op  zijn vijftiende begon Parham met het beleggen van christelijke samenkomsten. Hij voelde zich verwant met de Heiligingsbeweging. Parham was van 1895 tot actief 1897 als predikant actief binnen een paar  kleine Methodistenkerken,  ook al was hij het niet eens met hiërarchische structuur binnen deze kerk. In 1897 brak hij daarom met deze Methodisten en begon zijn eigen bediening waarmee hij opereerde buiten de gevestigde kerken. In datzelfde jaar trouwde hij met Sarah Thistlewaite.
Parham begon in 1900 met een Bijbelschool in Topeka, Kansas.  Aan het einde van 1900 verliet hij zijn studenten voor een paar dagen en gaf zijn studenten de opdracht om aan de hand van het boek Handelingen uit te zoeken wat het bewijs was van de Doop met de Heilige Geest. Zijn studenten brachten verschillende dagen door met gebed en Bijbelstudie. Op nieuwjaarsdag begon een van de studenten, Agnes Ozman, in tongen te spreken. De dagen daarna hadden ondergingen Parham en verschillende studenten dezelfde ervaring. Hieruit ontwikkelde Parham een theologie dat het spreken in tongen het bewijs was van het gedoopt worden met de Heilige Geest. Door middel van campagnes en publicaties droeg Parham deze boodschap verder uit.
In december 1895 opende Parham een Bijbelschool in Houston. Hier volgde William Seymour lessen bij hem. Vanwege Seymours Afro-Amerikaanse achtergrond moest hij deze lessen op de gang volgen. Daarna vertrok Seymour naar Los Angeles en droeg daar een groot deel van de leer van Parham uit. Onder zijn leiding brak de Azusa Street Revival uit.
In diezelfde tijd hield Parham een aantal samenkomsten in Zion City. Deze stad was gesticht door Alexander Dowie met als doel een christelijke gemeenschap te vormen. In de stad woonden alleen volgelingen van Dowie. De boodschap van Parham sloeg aan en verschillende inwoners van Zion City zouden uitgroeien tot bekende figuren in de eerste jaren van de Pinksterbeweging.
De invloed van Parham zou daarna echter snel afnemen. Deels kwam dat omdat niet iedereen zijn boodschap onderschreef, en vanwege zijn afschuw tegen gevestigde structuren. Ook werd Parham beschuldigd van racisme. Kort na het uitbreken van de opwekking bracht Parham een bezoek aan de in Azusa Street en probeerde daar een corrigerende rol te spelen met betrekking tot de vele emotionele uitingen tijdens diensten. Hij was hier tegenstander van en werd daarom niet terug gevraagd.
In de rest van zijn leven zou hij werkzaam zijn als rondtrekkende evangelist en verschillende evangelisatie-campagnes leiden. Op 29 januari 1929 had hij vanwege een hartkwaal een inzinking en overleed in zijn eigen huis in Baxter Springs, Kansas.
- Bibliothèque nationale de France: cb12223489m (data)
- Gemeinsame Normdatei: 118879065
- International Standard Name Identifier: 0000 0003 8596 2884
- Library of Congress Control Number: n84123912
- Nationale Bibliotheek van Israël: 987007278773105171
- Nederlandse Thesaurus van Auteursnamen: 093138172
- Virtual International Authority File: 240604803
- WorldCat: E39PBJk8XrqcfcDrw6Q7k3Y9Dq